# Westendorf (Tyrolsko)

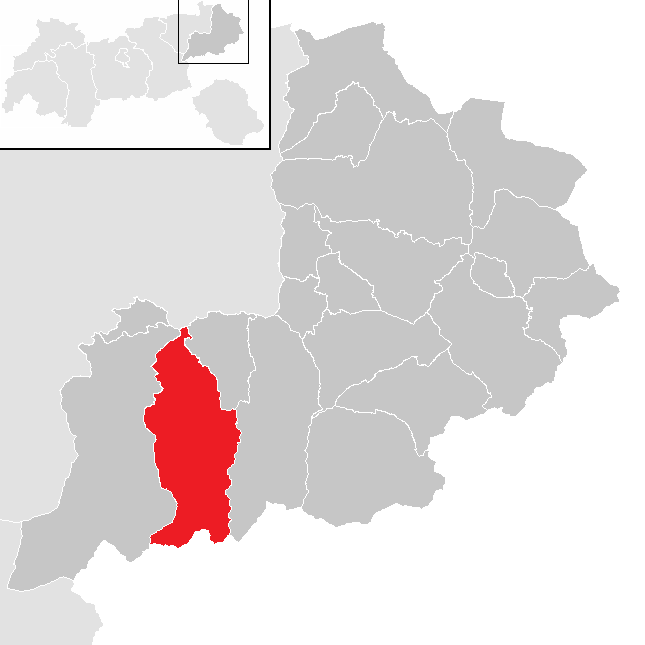
Poloha obce na mapě okresu Kitzbühel

Westendorf je rakouská obec ve spolkové zemi Tyrolsko, v okrese Kitzbühel. Žije zde přibližně 3 700 obyvatel.

## Geografie
Území obce se táhne podélně od Hohe Salve až po Windautaler Rotwand, za kterým se rozkládá spolková země Salcbursko. Správní sídlo Westendorf se nachází na slunné terase Brixentalu, na úpatí Choralpe.  Na jihu se od obce odděluje 15 km dlouhé údolí Windautal, které je oblíbenou místní rekreační oblastí. Obcí protéká řeka Brixentaler Ache, pravý přítok Innu, a Windauer Ache. Významné hory jsou: Hohe Salve (1828 m n. m.), Steinbergstein (2215 m n. m.), Kröndlhorn (2444 m n. m.) a Brechhorn (2032 m n. m.).
Obec má rozlohu 95,49 km². Z toho 15,5 % připadá na zemědělskou půdu, 45 % jsou lesy, 30,9 % připadá na alpské louky a pastviny. Z celkové plochy je 18,8 % osídleno. Velká část obce je zalesněná nebo zemědělsky využívaná.

### Části obce
Území obce tvoří shluková vesnice, rozptýlené domy a statky v okolí, stejně jako obchodní zóna.
Části obce jsou: Achenberg, Au, Außersalvenberg, Bichling, Bichlingerstrasse, Burgwegen, Feichten, Hechenmoos, Hinterwindau, Holzham, Hörhag, Kummern, Moosen, Mühltal, Nachsöllberg, Oberwindau, Rettenbach, Ried, Salvenberg, Schwaigerberg, Straßhäusl, Unterwindau a Vorderwindau.

### Sousední obce
|                         | Söll                                         |                 |
| Hopfgarten im Brixental |                                              | Brixen im Thale |
|                         | Wald im Pinzgau, Neukirchen am Großvenediger |                 |

## Historie
Archeologické nálezy ve Westendorfu pocházejí z doby bronzové, ačkoli žárové hroby byly zničeny při stavbě železnice v roce 1926. Nálezy z té doby jsou nyní uloženy v zemském muzeu. Artefakty mají několik zvláštností: Jednak je jich značné množství, jednak jsou některé z nalezených předmětů vyrobeny z bronzu, který nepochází z Tyrolska.
V době římské patřil Westendorf k provincii Noricum, přičemž obec ležela přímo na její hranici. V roce 476 byla tato provincie Odoakerem zrušena, což pravděpodobně způsobilo, že se mnoho obyvatel přestěhovalo do sousední Raetie.
První písemná zmínka o obci je uvedena v darovací listině hraběte Otty von Wasserburg z roku 1234 klášteru Rott, kde je uvedena jako Siedlung des Westo (osada Westo). Existují však indicie, že vesnice a kostel existovaly již dříve: v roce 902 daroval šlechtic Rodolt, královský úředník, svůj majetek v Brixentalu regensburskému biskupovi. Aby mohli uplatnit vlastní nároky vůči brixenskému biskupovi, lze předpokládat, že regensburští biskupové postavili v okolí Westendorfu kostel. Kostel je navíc zasvěcen Mikuláši z Myry, což naznačuje, že byl postaven v 11.až12. století.
Na čtvrtém lateránském koncilu bylo v roce 1215 rozhodnuto o založení diecéze Chiemsee. Této nové diecézi byl také přidělen celý Brixental, přičemž biskup z Chiemsee měl svrchovanou a duchovní moc, ale salcburský arcibiskup měl patronátní právo a právo na desátek. V roce 1385 se Brixental na základě kupní smlouvy stal součástí salcburského arcibiskupství, ale duchovní práva zůstala biskupství v Chiemsee.
První písemná zmínka o kostelu svatého Mikuláše ve Westendorfu je z roku 1320. Gotickou stavbu v roce 1771 přestavěl v barokním stylu André Huber.
Westendorf byl podřízen dvoru v Itteru, na který císař Maxmilián I. v roce 1514 přenesl i vrchnostenskou pravomoc. V 16. století probíhal v okolí Westendorfu čilý hornický ruch; v 16. a 17. století se v údolí Windautal těžila měď, galenit a pyrit.
V roce 1803 připadlo salcburské arcibiskupství v důsledku Napoleonem propagované sekularizace Toskánskému velkovévodství a v roce 1805 Rakousku. V roce 1809 připadl Salcburk stejně jako Tyrolsko Bavorsku a teprve v roce 1814 se opět stal součástí Rakouska.
Dne 1. května 1816 se celý Brixental stal z rozhodnutí císaře Františka I. součástí Tyrolska, přičemž Westendorf byl v témže roce povýšen na samostatnou obec.